# 張文海 (明朝)
張文海（？—？），字不詳，鄞（今浙江宁波）人，元朝末年明朝初年学者。
大约于元惠宗至正中前後在世。洪武二年（1369年）與同里傅恕奉詔修纂《元史》。